# Карта Кассини

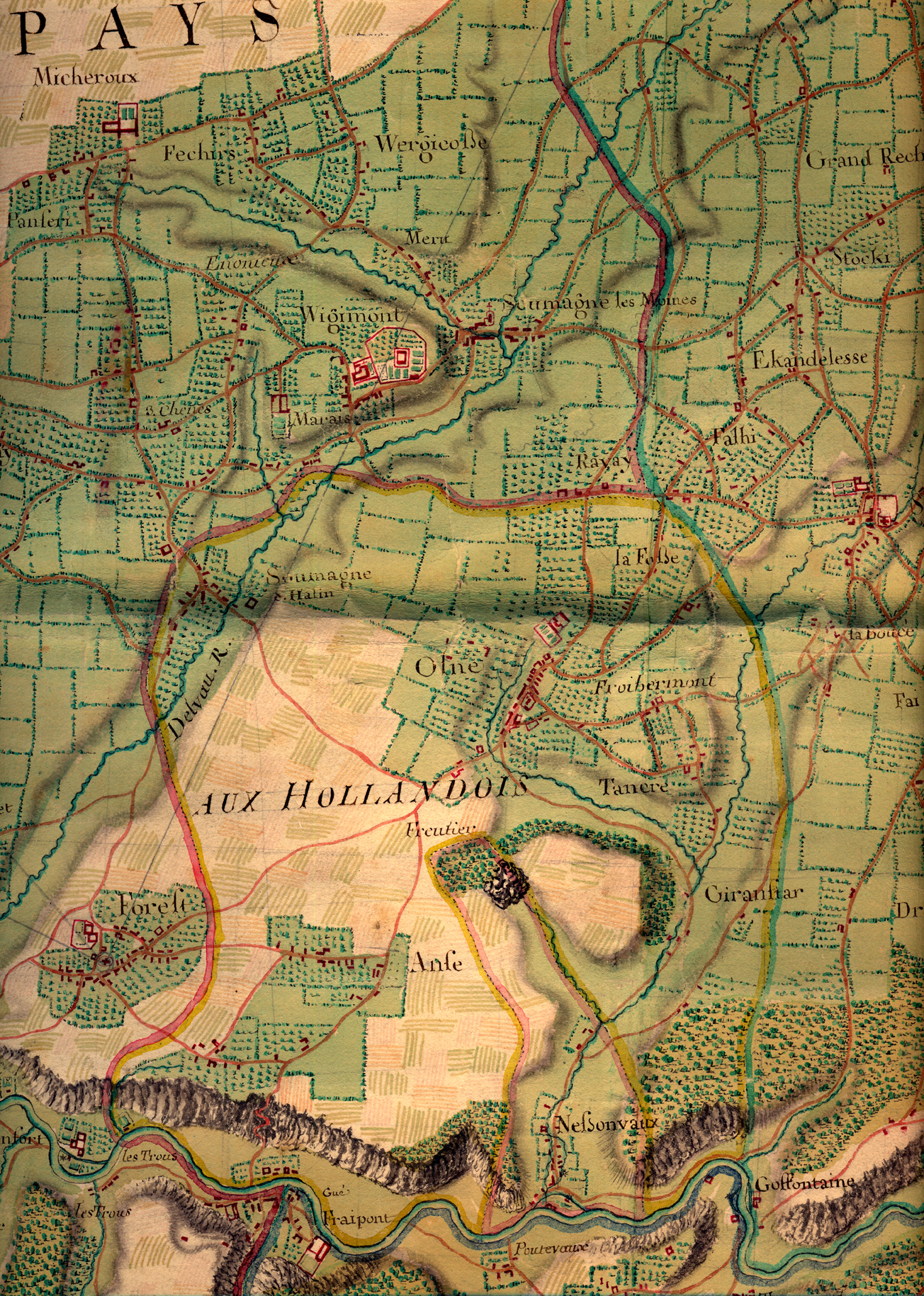
Карта Кассини. Правый берег и долина реки Ведр, картографированные французскими инженерами вместе с Кассини в 1745—1748 годах.

Карта Кассини, или карта Академии, — первая подробная карта Французского королевства, появившаяся в XVIII веке. Основной вклад в её создание внесли представители семьи Кассини, — главным образом, Цезарь Франсуа Кассини и его сын, Жан-Доминик.
Шкала карты: 1 линия = 100 туазов, или в принятых обозначениях 1/86400 (1 туаз (1,949 м) равняется 864 линиям (2,255 мм)). Включает 182 листа.
Карта Кассини была для своего времени исключительно инновационной и опиралась на передовые технологии того времени. Эта была первая карта, основанная на триангуляции геодезических пунктов, методе, который появился примерно за 50 лет до составления карты. Трём поколениям семьи Кассини удалось завершить грандиозную работу по картографии Франции. Карта не указывает точное положение населённых пунктов или границы водно-болотных угодий и лесов, но отличается удивительной точностью дорожной сети. Будучи наложенной на ортотрансформированные спутниковые фотографии листов карты Франции, карта показывает, с какой небывалой для того времени точностью она была составлена. Многие места, которые соответствуют ориентирам — вершинам тысяч треугольников, до сих пор называют «сигнал, или вершина, Кассини».
Карта существует как в бумажной в Национальной библиотеке Франции, так и в оцифрованной форме, и используется для сравнительных исследований. Она представляет интерес для историков, географов, генеалогии, экологов, а также для охотников за сокровищами, так как даёт возможность сравнить современный пейзаж Франции с пейзажем XVIII века.